# 윤이지 (1579년)
윤이지(尹履之, 1579년 ~ 1668년)는 조선의 문신(文臣)이며 본관은 해평(海平)이다. 자(字)는 중소(仲素)이고 호(號)는 추봉(秋峯)이며 시호(詩號)는 정효(靖孝)이다.

## 생애
1600년(선조 33) 문음(門蔭)으로 세자익위사세마(世子翊衛司洗馬)가 된 뒤, 양구·은산·적성·통진·용안 현감을 역임하였다. 1616년(광해군 8) 증광문과에 병과로 급제하여 공조·호조의 정랑을 거쳐, 사예에 이르렀다.
1618년 이이첨(李爾瞻)에 의하여 폐모론이 일어나자 이에 반대하고 은퇴하였으나, 1623년 인조반정 이후 여주목사로 재기용되어 크게 치적을 올리고, 이듬해 충청도관찰사로 특진되었다.
1625년(인조 3) 승지를 거쳐 병조참의에 오르고, 1627년 전라감사가 되어 문란한 군정(軍政)을 바로잡는 데 공헌하였으며, 이 해 정묘호란이 일어나자 총융사로서 남한산성을 수비하였다.
1629년 강원감사가 되어서는 도내의 신기전(新起田)을 수괄(搜括)하여 국가재정 확보에 이바지하였으며, 1632년 호조참판이 된 뒤 도승지·경기감사를 역임하였다. 1637년 병자호란 때에는 강화부사로 강화수비를 맡기도 하였다.
이듬해 도승지로서 경연참찬관(經筵參贊官)이 되어 국가기강 확립책을 건의한 바 있으며, 해은군(海恩君)에 습봉(襲封)되었다. 1645년 평안감사가 된 뒤 함경감사·한성판윤을 거쳐, 1650년(효종 1) 형조판서에 임명되었다.
이후 형조판서를 두 차례나 역임한 뒤, 1658년 80세에 정헌대부(正憲大夫)에 오르고, 1668년(현종 9) 90세에 숭정대부(崇政大夫)에 올라 판돈녕부사로 있다가 사망하였다. 저서로는 『추봉집』이 있으며 시호는 정효(靖孝)이다.

## 참고 문헌
- 『인조실록(仁祖實錄)』
- 『현종실록(顯宗實錄)』
- 『국조방목(國朝榜目)』
- 『송곡집(松谷集)』
- 『국조인물고(國朝人物考)』
- 『대동야승(大東野乘)』